# Se Sverige!
Se Sverige! är en svensk svartvit dokumentärfilm från 1924 i regi av Waldemar J. Adams och med foto av Elner Åkesson. Filmen är ett slags turistfilm om Sverige från Skåne till Jämtland. Filmen hade premiär den 3 november 1924 på biografer i Göteborg, Helsingborg och Stockholm.